# Хермесы
Хе́рмесы (лат. Adelgidae) — семейство полужесткокрылых насекомых из инфраотряда Aphidomorpha. Систематики не пришли к единому мнению, к какому надсемейству отнести это семейство: Aphidoidea, Phylloxeroidea или монотипическому Adelgoidea.

## Описание
Не более 2 мм в длину. На усиках бескрылых и личиночных форм два, а у крылатых три или четыре ринарии. На передних крыльях Cu1 и Cu2 разъединены, на задних крыльях одна косая жилка. Крылья в покое складываются кровлеобразно.
Паразитируют на хвойных, питаясь соком, что приводит к увяданию растений. Меры борьбы включают в себя удаление побегов с галлами и обработку инсектицидами.

## Классификация
В составе семейства насчитывают 2 рода и 65 видов:
- Adelges Vallot, 1836 — Хермесы
- Pineus Shimer, 1869